# Kyle Garland
Kyle Garland (* 28. Mai 2000 in Philadelphia, Pennsylvania) ist ein US-amerikanischer Leichtathlet, der sich auf den Zehnkampf spezialisiert hat.

## Sportliche Laufbahn
Kyle Garland wuchs in Fort Washington im Bundesstaat Pennsylvania auf und 2017 sammelte er erste internationale Erfahrungen, als er bei den U20-Panamerikameisterschaften in Trujillo mit 7212 Punkten die Silbermedaille im Zehnkampf gewann. Im Jahr darauf belegte er bei den U20-Weltmeisterschaften in Tampere mit 7451 Punkten den siebten Platz und 2019 begann er ein Studium an der University of Georgia. In den Jahren von 2021 bis 2023 wurde er NCAA-College-Hallenmeister im Siebenkampf und 2022 startete er bei den Weltmeisterschaften in Eugene und gelangte dort mit 8133 Punkten auf den elften Platz im Zehnkampf. Im März 2023 erzielte er in der Halle in Albuquerque 6639 Punkte im Siebenkampf und erzielte damit die zweitbeste Punktezahl aller Zeiten hinter seinem Landsmann Ashton Eaton. Im August musste er seinen Wettkampf bei den Weltmeisterschaften in Budapest vorzeitig beenden.

## Persönliche Bestleistungen
- Zehnkampf: 8720 Punkte, 7. Mai 2022 in Fayetteville
  - Siebenkampf (Halle): 6639 Punkte, 11. März 2023 in Albuquerque